# Echeveria maxonii
Echeveria maxonii är en fetbladsväxtart som beskrevs av Joseph Nelson Rose. Echeveria maxonii ingår i släktet Echeveria och familjen fetbladsväxter. Inga underarter finns listade i Catalogue of Life.